# Mór Than
Mór Than (Bečej, 19 giugno 1828 – Trieste, 11 marzo 1899) è stato un pittore ungherese.

## Biografia
Studiò presso Barabás, a Pest, poi a Vienna, Roma e Parigi. Fu il pittore dell'esercito rivoluzionario ungherese e realizzò acquarelli durante la guerra di indipendenza del 1848-1849, che vennero distrutti durante la repressione austriaca. Divenuto pittore ufficiale dopo il compromesso del 1867, eseguì incarichi importanti: affreschi della Galleria nazionale ungherese e del teatro dell'Opera di Budapest, pale d'altare e composizioni storiche di stile accademico. 

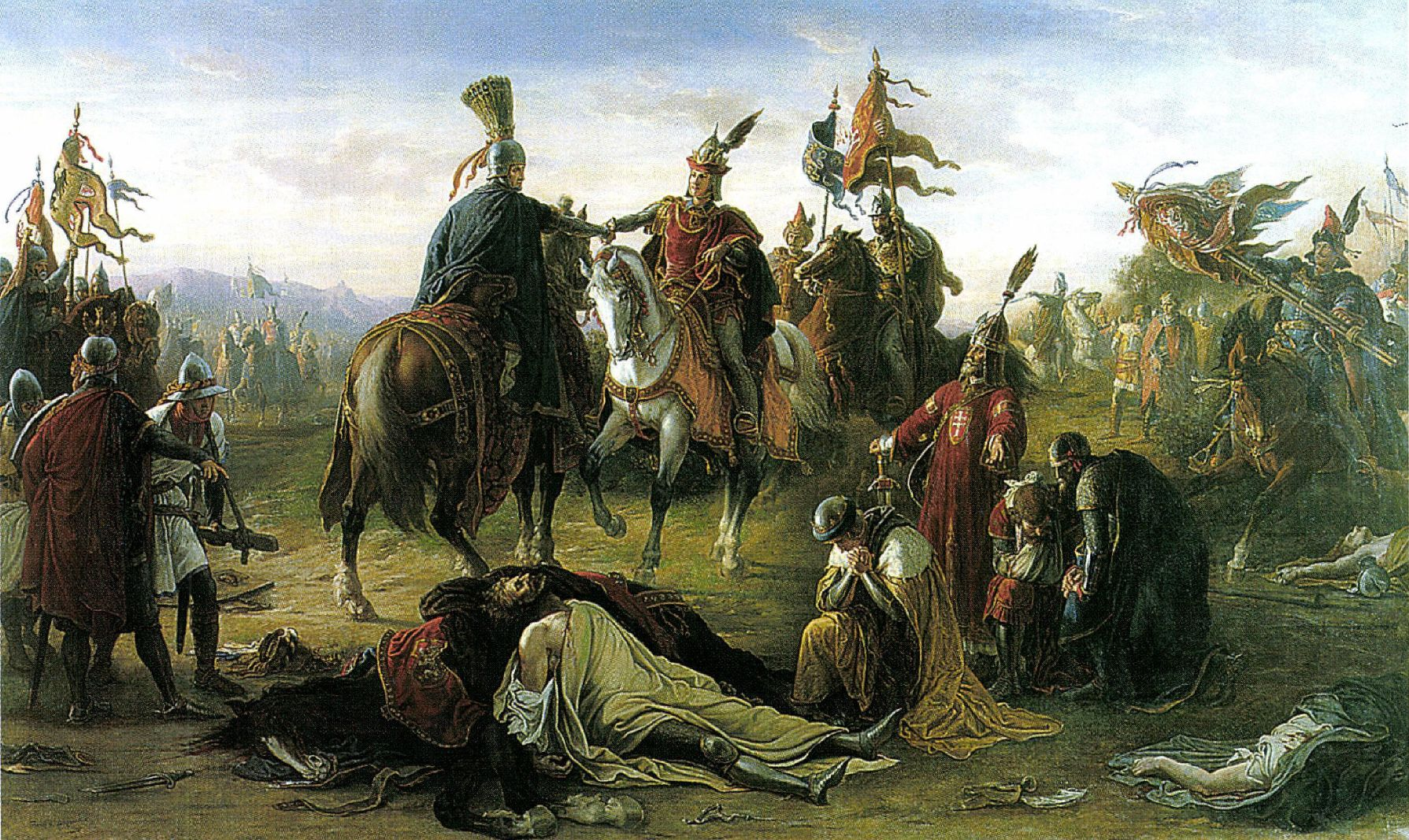
Incontro tra Ladislao IV d'Ungheria e Rodolfo d'Asburgo, Galleria nazionale ungherese, Budapest

Le sue opere migliori, tra cui ricordare l'Incontro tra Ladislao IV d'Ungheria e Rodolfo d'Asburgo del 1873 e Conquista di Árpád del 1899, sono conservate nella Galleria nazionale ungherese di Budapest.